# Dead Ends
Dead Ends er det andet album fra det danske indieband The Rumour Said Fire. Det blev udgivet d. 22 oktober 2012 på A:larm Music

## Spor
|    | Titel                    | Længde |
| -- | ------------------------ | ------ |
| 1  | Destroyer                | 5:35   |
| 2  | Voyager                  | 4:20   |
| 3  | Moon Stream              | 3:51   |
| 4  | Séance                   | 3:58   |
| 5  | Nocturne IV / Mist       | 1:15   |
| 6  | Beneath the Waves        | 4:46   |
| 7  | The Oracle               | 5:35   |
| 8  | Provence III             | 4:28   |
| 9  | Reckless Hearts          | 3:53   |
| 10 | Dead Leaves              | 4:28   |
| 11 | Nocturne V / K's Passage | 2:04   |
| 12 | Sleep                    | 4:13   |